# Пам'ятник Токарєву (Євпаторія)
Пам'ятник Токарєву встановлений в центрі Театральної площі в Євпаторії на честь Героя Радянського Союзу, генерал-майора авіації, Миколи Олександровича Токарєва.

## Статус
Пам'ятник має статус пам'ятки історії місцевого значення України, охоронний номер — 4654-АР. Внесений до переліку пам'яток наказом Міністерства культури України 3 лютого 2010 року. Офіційна назва — Пам'ятник Герою Радянського Союзу М. О. Токареву.

## Історія
Після вигнання німецьких військ з Криму рештки Токарєва поховали в міському парку міста Євпаторія. В середині 1950 років вийшла постанова Ради Міністрів СРСР про спорудження пам'ятника прославленому морському льотчику, тож 23 лютого 1957 року пам'ятник був відкритий на Театральній площі Євпаторії. Одночасно прах М. О. Токарєва був перенесений з могили міського парку на староруське кладовище на вулиці Ескадрильній.
Виготовлений на ленінградському заводі «Монумент-скульптура» по проекту скульптора У.Цигаля і архітектора У.Калініна. На шестиметровому постаменті з чорного лабрадориту — бронзова фігура льотчика. Над емблемою радянських ВВС зображені орден Леніна і медаль «Золота Зірка». Вигравіювано напис: «Герой Радянського Союзу гвардії генерал-майор авіації Токарєв Микола Олександрович. Героїчно загинув у боротьбі з німецько-фашистськими загарбниками. 1907—1944».
Скульптура повернута лицем до площі. За спиною у неї починається бульвар проспекту Леніна.